# Anomalepis aspinosus
Anomalepis aspinosus — вид змій родини американських сліпунів (Anomalepididae). Ендемік Перу.

## Поширення і екологія
Anomalepis aspinosus відомі за 8 зразками, зібраними в типовій місцевості в околицях Періко в регіоні Кахарамарка.